# Varumärkesbyrå
Varumärkesbyrå - företag som hjälper andra företag med att stärka och bygga varumärken. En varumärkesbyrå arbetar med hela den varumärkesuppbyggande processen, innehållande element som vision, affärsidé, kärnvärden, varumärkeslöfte, varumärkesidentitet och positionering. En varumärkesprocess skall också driva beteenden, på alla nivåer i organisationen, inte bara kommunikation, vilket innebär att implementeringen av de strategiska riktlinjerna tillhör den mest kritiska fasen.